# إنجا جيل
إنجا جيل (بالسويدية: Inga Gill) هي ممثلة سويدية، ولدت في 2 مايو 1925 بستوكهولم في السويد، وتوفيت بنفس المكان في 18 أكتوبر 2000 بسبب خثار.

## أعمال

### أفلام
- (1957) الختم السابع
- (1972) صياح وهمس

## وصلات خارجية
- إنجا جيل على موقع IMDb (الإنجليزية)
- إنجا جيل على موقع ميتاكريتيك (الإنجليزية)
- إنجا جيل على موقع روتن توميتوز (الإنجليزية)
- إنجا جيل على موقع ألو سيني (الفرنسية)
- إنجا جيل على موقع تيرنر كلاسيك موفيز (الإنجليزية)
- إنجا جيل على موقع أول موفي (الإنجليزية)
- إنجا جيل على موقع قاعدة بيانات الأفلام السويدية (السويدية)
- إنجا جيل على موقع ديسكوغز (الإنجليزية)
- إنجا جيل على موقع قاعدة بيانات الفيلم (الإنجليزية)